# 內特爾頓鎮區 (阿肯色州克雷格黑德縣)
內特爾頓鎮區（英語：Nettleton Township）是位於美國阿肯色州克雷格黑德縣的一個行政鎮區。

## 地方資料
內特爾頓鎮區的面積為86.59平方千米，當中陸地面積為86.20平方千米，而水域面積為0.39平方千米。根據2010年美國人口普查的數據，當地共有人口10657人，而人口密度為每平方千米123.07人。